# Шенвалд им Шварцвалд
Шенвалд им Шварцвалд (њем. Schönwald im Schwarzwald) општина је у њемачкој савезној држави Баден-Виртемберг. Једно је од 20 општинских средишта округа Шварцвалд-Бар. Према процјени из 2010. у општини је живјело 2.419 становника. Посједује регионалну шифру (AGS) 8326054.

## Географски и демографски подаци
Шенвалд им Шварцвалд се налази у савезној држави Баден-Виртемберг у округу Шварцвалд-Бар. Општина се налази на надморској висини од 1000 метара. Површина општине износи 27,8 km². У самом мјесту је, према процјени из 2010. године, живјело 2.419 становника. Просјечна густина становништва износи 87 становника/km².

## Међународна сарадња
| Мјесто    | Држава    | Врста сарадње | Од    |
| --------- | --------- | ------------- | ----- |
| Бург Ашар | Француска | партнерство   | 1964. |
| Извор     |           |               |       |